# Cai Tsungyi
Cai Tsungyi, född 12 mars 1914, var en friidrottare från Kina. Han deltog vid olympiska sommarspelen 1936.